# Dan Dadi (Dan-Goulbi)
Dan Dadi (auch: Dan-Dadi) ist ein Dorf in der Landgemeinde Dan-Goulbi in Niger.

## Geographie
Das von einem traditionellen Ortsvorsteher (chef traditionnel) geleitete Dorf liegt am rechten Ufer des Trockentals Goulbin Kaba. Es befindet sich rund 19 Kilometer südwestlich des Hauptorts Dan-Goulbi der gleichnamigen Landgemeinde, die zum Departement Dakoro in der Region Maradi gehört. Zu den Siedlungen in der näheren Umgebung von Dan Dadi zählen Manzou im Nordwesten, Guidan Abarchi im Norden, Iskita im Osten und Halbaoua Salifou im Süden.
Dan Dadi ist Teil der Übergangszone zwischen Sahel und Sudan. Die durchschnittliche jährliche Niederschlagsmenge beträgt hier zwischen 400 und 500 mm.

## Bevölkerung
Bei der Volkszählung 2012 hatte Dan Dadi 2372 Einwohner, die in 261 Haushalten lebten. Bei der Volkszählung 2001 betrug die Einwohnerzahl 1268 in 169 Haushalten und bei der Volkszählung 1988 belief sich die Einwohnerzahl auf 1207 in 155 Haushalten.
Die Zone entlang des Trockentals gehört zu den am dichtesten besiedelten und zugleich zu den ärmsten Nigers, mit erhöhter Unterernährung.

## Wirtschaft und Infrastruktur
In Dan Dadi wird ein kleiner Wochenmarkt abgehalten. Der Markttag ist Donnerstag. Im Dorf ist ein Gesundheitszentrum des Typs Centre de Santé Intégré (CSI) vorhanden. Es gibt eine Schule.